# Dimitrie Berea

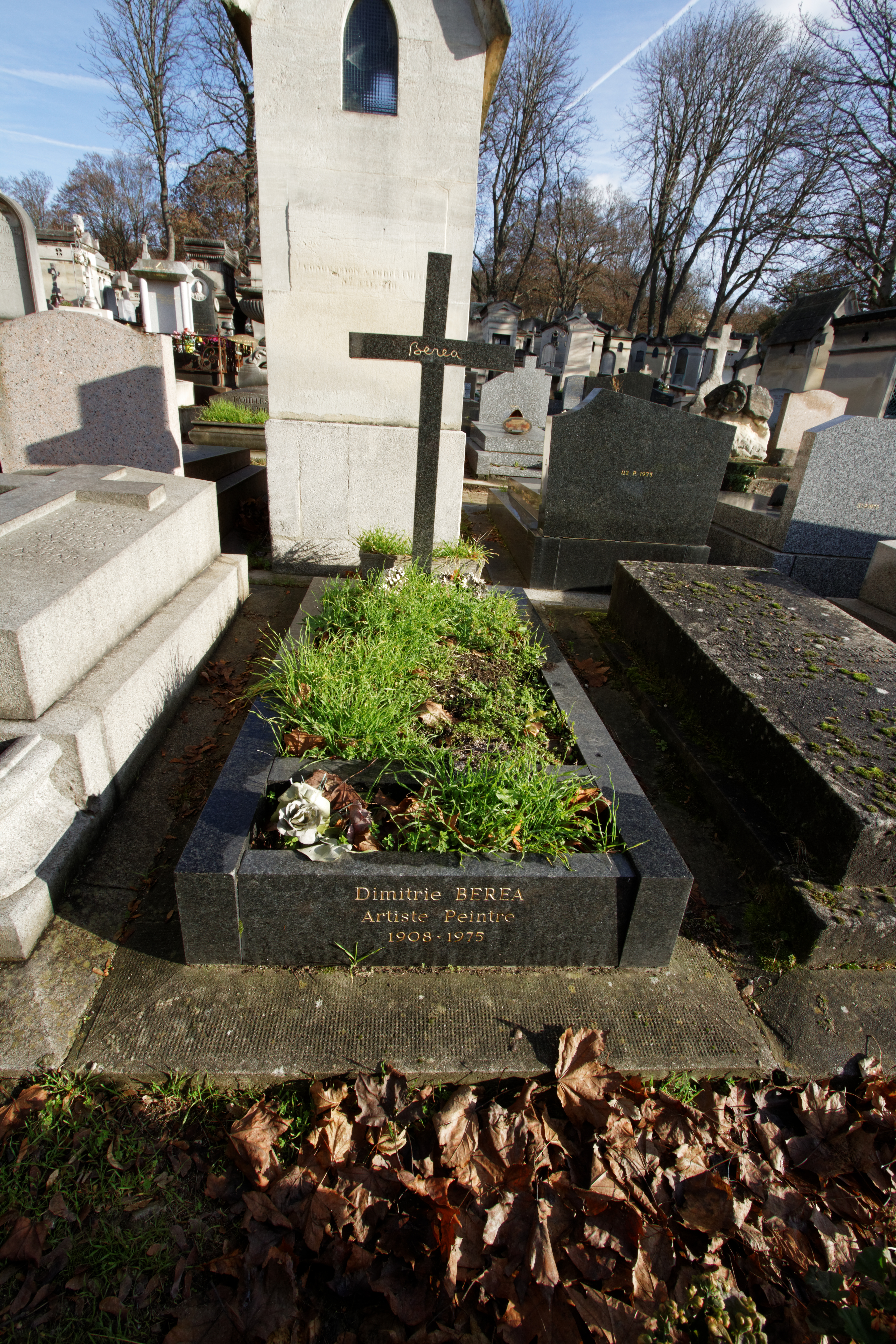
Cimitirul Père-Lachaise.

Dimitrie Berea cu pseudonimul Demetre de Berea (n. 2 noiembrie 1908, Bacău, România – d. 14 ianuarie 1975, Paris, Franța)  a fost un pictor român, emigrat în 1946 și naturalizat cetățean francez.
A devenit în anii '30  cel mai promițător tânăr artist plastic al României și s-a remarcat ulterior ca portretist. În această calitate a devenit pictor oficial al vedetelor de la Hollywood și a fost căutat de capete încoronate și de alte oficialități, de oameni politici la modă sau de scriitori de succes.

## Legăturiexterne
- en Dimitrie Berea Art Gallery: Home; libraryguides.berea.edu
- en Dimitrie Berea, Romanian (1908 - 1975); rogallery.com
- Dimitrie Berea rogallery.com
- Dimitri Berea (1908-1975) : La Baronne de Mumm - Carte de Vœux Personnalis Arhivat în 21 septembrie 2016, la Wayback Machine.
- Album despre Dimitrie Berea Arhivat în 14 septembrie 2016, la Wayback Machine.